# Batracomorphus leda
Batracomorphus leda är en insektsart som beskrevs av Knight 1983. Batracomorphus leda ingår i släktet Batracomorphus och familjen dvärgstritar. Inga underarter finns listade i Catalogue of Life.